# 9-甲基-β-咔啉
9-甲基-β-咔啉（英语：9-Methyl-β-carboline，简称9-Me-BC）是β-咔啉家族的杂环胺，是一种研究性化学物质。

## 化学
9-Me-BC是β-咔啉的甲基化衍生物，分子式为C12H10N2。
它可以通过对游离碱β-咔啉（去甲哈尔满）进行埃施魏勒-克拉克反应来制备

## 生物效应
多巴胺能神经元细胞培养物的体外研究表明，在长期给予鱼藤酮后，酪氨酸羟化酶和相关转录因子的表达增加，神经突生长增加，神经元再生，炎症细胞因子的表达减少。在原代中脑多巴胺能神经元细胞培养物的研究中，该物质增加了分化的多巴胺能神经元的数量，并产生了更高水平的与多巴胺能分化相关的转录因子。9-甲基-β-咔啉还在体外抑制神经毒素前体MPTP向多巴胺能神经毒素MPP+的氧化过程。
啮齿动物体内研究表明，海马体多巴胺水平升高，径向臂迷宫测试中的空间学习表现得到改善，并且海马齿状回的树突生长增加，在帕金森病动物模型中，左侧表达酪氨酸羟化酶的神经元数量恢复，而注射MPP+后纹状体中此类细胞的数量减少了50%。
9-甲基-β-咔啉是一种已知的单胺氧化酶A和单胺氧化酶B抑制剂，并已被提议在帕金森病的治疗中进行进一步研究。
它可能具有光敏作用。